# Heinz Kühle

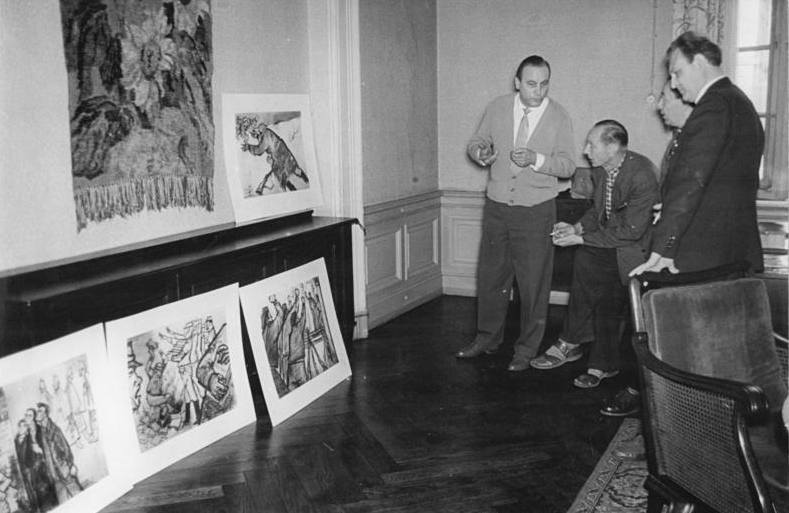
Heinz Kühle (hinten links) erklärt Mitarbeitern des Weinert-Hauses in Magdeburg Details zu seinem mit Günter Eiz geschaffenen Erich-Weinert-Zyklus (1961)

Heinz Kühle (* 25. Dezember 1909 in Magdeburg; † 5. März 1965 ebenda) war ein deutscher Maler und Grafiker.

## Leben und Werk
Heinz (Heinz Friedrich August Wilhelm) Kühle war der Sohn des Magdeburger Lehrers Friedrich Wilhelm Kühle. Er arbeitete von 1939 bis 1942 als Lehrer an der Meisterschule des Deutschen Handwerks Magdeburg und betätigte sich daneben als Maler und Grafiker. Dann wurde er zur Wehrmacht eingezogen und nahm am Zweiten Weltkrieg teil.
In der Zeit des Nationalsozialismus war Kühle Mitglied der Reichskammer der bildenden Künste.
Nach der Entlassung aus der Kriegsgefangenschaft arbeitete er in Magdeburg als freischaffender Künstler. Dort lebte er zumindest um 1950 im Haus Fröbelstraße 8 im Stadtteil Stadtfeld West. Er war Mitglied des Verbands Bildender Künstler der DDR. Bis 1955 schuf er vor allem Tafelbilder. Dann bearbeitete er zunehmend baugebundene Aufträge. Arbeiten schuf er in Magdeburg u. a. in der Blumenhalle am Alten Markt (1957/1958, Stuckintarsien), im Sozialgebäude der Deutschen Reichsbahn (1959, Keramik), in der Mensa der Technischen Hochschule (1961/1962, Stuckintarsien), in der Gaststätte Blitzgastronom (1962, Öllasur-Malerei), in der Juanita-Bar des Hotels International (1962/1963, Stuckintarsien) und in der Eulenspiegelbar (1964, Wandmalerei, Öl auf Aluminium). 

## Rezeption
Kühle war ein „Künstler mit vielseitigen handwerklichen und technologischen Kenntnissen und Erfahrungen…. Stadt und Bezirk Magdeburg verdankten Heinz Kühle eine Reihe handwerklich solider, in Technik und Ausführung hervorragend dem Raum und seiner Verwendung entsprechender Werke der beigebundenen Kunst… Kühle arbeitete beispielgebend mit den Architekten zusammen.“

## Tafelbilder (Auswahl)
- Im Kaufhaus[4]
- Blick auf Magdeburg (1942, Sperrholzplatte, 74,5 × 150 cm, Anhaltische Gemäldegalerie Dessau)
- Der Aktivist (1952)[5]
- An der Westerhüser Fähre (1962, Hartfaserplatte, 52 × 73 cm, Kulturhistorisches Museum Magdeburg)
- Katze (1962, Hartfaserplatte, 75 × 60 cm, Kulturhistorisches Museum Magdeburg)[6]

## Ausstellungen
- 1941, 1942 und 1943: Magdeburg, Kaiser-Friedrich-Museum, Kunstausstellungen des Gaues Magdeburg-Anhalt
- 1965: Magdeburg, Bezirkskunstausstellung